# Розсказово
Розсказово (рос. Рассказово) — місто (з 1926 року) в Тамбовській області Росії. Адміністративний центр Розсказовського району, в який не входить, і є адміністративно-територіальною одиницею — містом обласного значення, утворюючим однойменне муніципальне утворення міської округ місто Розсказово .
Засноване — як сільське поселення — у 1697 році.

## Уродженці
- Архаров Микола Петрович (1740—1814) — державний діяч Російської імперії, обер-поліцмейстер Москви, генерал-губернатор Санкт-Петербургу
- Леньков Олександр Сергійович (1943—2014) — радянський та російський актор театру та кіно.
- Марков Мойсей Олександрович (1908—1994) — радянський фізик-теоретик.